# 阿尔维德·瓦尔曼
阿尔维德·瓦尔曼（瑞典語：Arvid Wallman，1901年2月3日—1982年10月25日），瑞典男子跳水运动员。他曾代表瑞典参加1920年和1924年夏季奥林匹克运动会跳水比赛，其中1920年奥运会获得一枚金牌。